# Ferraria de São João
Ferraria de São João (gelegentlich auch Ferreira de São João) ist ein portugiesisches Dorf in der Gemeinde (Freguesia) von Cumeeira, im Kreis (Concelho) von Penela.

## Geografie
Das Dorf liegt etwa 5 km östlich vom Gemeindesitz in Cumeira, etwa 15 km südöstlich von der Kreisstadt Penela und etwa 45 km südlich von der Distrikthauptstadt Coimbra entfernt. Es befindet sich in der nahezu unberührten Natur zwischen der Serra do Sicó und der Serra da Lousã, in den Ausläufern des Iberischen Scheidegebirges.

## Kultur und Sehenswürdigkeiten
Es ist eines der traditionellen Schieferdörfer der Region und gehört zur überregional beworbenen Route der Aldeias do Xisto. Es hebt sich von den anderen Schieferdörfern ab durch die traditionelle Verwendung von zusätzlichem Quarzstein und durch seine traditionellen Tierunterstände und Ställe. Ein landschaftlich reizvoller Wanderweg führt zum nahegelegenen Dorf Casal de São Simão, das ebenfalls zu den Aldeias do Xisto gehört. Auch Mountainbikerouten (in Portugal BTT genannt) gibt es hier. Verschiedene Projekte zielen auf den Erhalt der örtlichen, ländlichen Traditionen einerseits und auf die Bildung und Wertevermittlung an Kinder andererseits. So bearbeiten Schulkinder umliegender Orte hier Beete mit saisonalem Gemüse unter Anleitung der örtlichen Bevölkerung. Neben anderen, bereits praktizierten Initiativen sind weitere pädagogische Projekte in Planung.
Im Ort bieten drei zeitgemäß renovierte Häuser des Turismo rural Übernachtungsmöglichkeiten an, Restaurants hingegen gibt es nur in Nachbarortschaften.
Das Dorf machte gelegentlich überregional von sich reden, etwa durch seine Initiative zur rettenden Adoption von 87 seiner Korkeichen (Portugiesisch: Sobreiro). Interessierte können dabei nach Größe des Baumes gestaffelte Anteile zu 40, 60 oder 80 Euro erwerben und erhalten dafür die Möglichkeit, einige persönliche Merkmale am Baum anzubringen und am Verkauf der zukünftigen Korkernte beteiligt zu werden. Die Aktion sollte auch auf die Gefährdung dieses besonderen Baumes aufmerksam machen und das Interesse an ihm wecken. Auch an anderen, überregional verbreiteten Besucherinitiativen der Aldeias do Xisto nimmt das Dorf regelmäßig teil.